# Prairie megye (Montana)
Prairie megye az Amerikai Egyesült Államokban, azon belül Montana államban található. Megyeszékhelye és legnagyobb városa Terry. Lakosainak száma 1088 fő (2020. április 1.). Prairie megye McCone, Custer, Garfield, Dawson, Wibaux és Fallon megyékkel határos.

## Népesség
A megye népességének változása:
| Lakosok száma | 1189 | 1156 | 1157 | 1179 | 1160 | 1088 |
|               | 2010 | 2011 | 2012 | 2013 | 2015 | 2020 |